# Älingasjön (Håcksviks socken, Västergötland, 636206-133807)
Älingasjön är en sjö i Svenljunga kommun i Västergötland och ingår i Ätrans huvudavrinningsområde.